# Lupi (EP)
Lupi è un EP di Donatella Rettore, pubblicato nel 2002.
Uscito in allegato alla rivista mensile Work Dogs, è il primo lavoro dopo una lunga inattività dell'artista, il cui ultimo album di studio era stato pubblicato nel 1994.
Il brano principale, dallo stile moderno ed avveniristico, sembra seguire il filone esoterico e misterioso molto amato dalla cantautrice, quasi fosse un proseguimento delle meno recenti Salvami (dall'album Brivido Divino, 1979), Stregoneria (da Magnifico Delirio, 1980) ed Il Filo della notte (da Estasi Clamorosa, 1981).
Con questo pezzo, Rettore sembra voler omaggiare il mondo animale (da lei molto amato), considerandosi quasi parte di esso e della sua natura selvaggia:
Urlo coi lupi nella brughiera
Canto coi lupi, ne seguo la traccia...
Mio padre è un capo, istinto di lupo...»
("Lupi" - 2002)
Le altre due tracce dell'EP sono dei nuovi arrangiamenti di due sue vecchie canzoni, Finché si è giovani (da Danceteria, 1985) ed Il Ponte dei sospiri (da Far West, 1983). Anch'esse presentano lo stile moderno della title track.

## Copertina
Piuttosto originale, raffigura un lupo grigio, con sfondo degli alberi spogli innevati. Se osservato con attenzione, si potrà notare che il muso del lupo altro non è che il viso di Rettore. La seconda versione del singolo, pubblicata nel 2003 in custodia di plastica, presenta alcune differenze nei disegni. Autore delle illustrazioni è antonello morsillo.

## Tracce
1. Finché si è giovani - 3:21 (Rettore/Rego)
2. Lupi - 4:08 (Rettore/Rego)
3. Il Ponte dei sospiri - 3:40 (Rettore/Rego)

## Credits
- Donatella Rettore: voce e testi
- Claudio Rego: Musiche e arrangiamenti
- Phill Salera: Arrangiamenti